# Electrona subaspera
Electrona subaspera är en fiskart som först beskrevs av Günther, 1864.  Electrona subaspera ingår i släktet Electrona och familjen prickfiskar. Inga underarter finns listade i Catalogue of Life.